# Vasco Martins Pimentel
Vasco Martins Pimentel (1220 – Córdova, c. 1283) foi um militar e Cavaleiro medieval do Reino de Portugal. Participou na guerra travada em 1283 pelo rei D. Afonso X de Leão e Castela “o Sábio” contra o seu filho, o futuro rei D. Sancho IV de Leão e Castela.
Foi meirinho-mor de todo o Reino de Portugal durante o reinado de D. Afonso III de Portugal. Por razões desconhecidas e pouco depois do inicio do reinado do rei D. Dinis I de Portugal, partiu para o Reino de Castela onde veio a morrer. 

## Relações familiares
Foi filho de Martim Fernandes Pimentel e de Sancha Martins (c. 1200 -?). Foi casado por duas vezes, a primeira com Maria Anes de Fornelos, filha de João Martins de Fornelos, de quem teve:
1. D. Martim Vasques Pimentel casado com Constança Martins de Meira,
2. D. Afonso Vasques Pimentel (1250 -?) casado com Sancha Fernandes,
3. D. Urraca Vasques Pimentel (c. 1250 -?) casou com D. Gonçalo Pereira "o Liberal".

O segundo casamento foi com Maria Gonçalves Portocarreiro, filha de D. Gonçalo Viegas de Portocarreiro, de quem teve:
1. Martim Vasques Pimentel, que foi cónego da Sé do Porto,
2. Fernão Vasques Pimentel (c. 1250 -?) casado com Maria Rodrigues,
3. Rui Vasques Pimentel casado com Teresa Rodrigues,
4. Estevão Vasques Pimentel (c. 1260 -?) casado com N Pires Delvas,
5. Afonso Vasques Pimentel casado com Maior Martins Zote,
6. Sancha Vasques Pimentel (c. 1250 -?) casada com João Martins da Cunha,
7. Aldara Vasques Pimentel casada com Nuno Fernandes Cogominho, que foi o 1.º Almirante-mor do Reino de Portugal.

Fora do casamento teve:
1. João Vasques Pimentel